# Centrolewica Rzeczypospolitej Polskiej
Centrolewica Rzeczypospolitej Polskiej (Centrolewica RP, CRP) – polska lewicowa partia polityczna istniejąca w latach 2003–2006.
Ugrupowanie powstało w Warszawie, zgłoszone do ewidencji partii politycznych zostało 24 stycznia 2003, a zarejestrowane 6 lutego tego samego roku pod numerem EwP 161.
Do nowej formacji przystąpili głównie dotychczasowi działacze Sojuszu Lewicy Demokratycznej. Wśród liderów tej formacji znaleźli się m.in. Ewa Spychalska (była przewodnicząca OPZZ), były poseł SLD Władysław Żbikowski, a także dziennikarz Tadeusz Kraśko.
W programie Centrolewicy RP znalazły się hasła troski o cywilizacyjny rozwój społeczno-ekonomiczny kraju, pomyślną przyszłość suwerennego i bezpiecznego państwa i sprawiedliwość społeczną w gospodarce rynkowej, równości wszystkich pokoleń, płci, wyznań i narodowości, tolerancji światopoglądowej, a także wolności sumienia i wyznania.
Partia nie prowadziła szerszej działalności. W wyborach do Parlamentu Europejskiego w 2004 kilkunastu jej działaczy (w tym późniejszy prezes NFZ Jacek Paszkiewicz) startowało z list koalicyjnego komitetu KPEiR-PLD. 5 grudnia 2004 razem z Unią Pracy, Polską Partią Pracy, Polską Partią Socjalistyczną, Antyklerykalną Partią Postępu RACJA, Demokratyczną Partią Lewicy i Nową Lewicą podpisała deklaracją powołania koalicji Unia Lewicy. W 2005 większość jej działaczy przeszła do partii UL (w tym jej przewodniczący Donat Kantorski, który już jako członek tego ugrupowania kandydował w wyborach parlamentarnych do Sejmu z listy SLD), część także do Krajowej Partii Emerytów i Rencistów i innych lewicowych partii. 4 kandydatów reprezentujących Centrolewicę RP startowało w 2005 do Sejmu z gdańskiej listy Ogólnopolskiej Koalicji Obywatelskiej. 29 września 2006 Centrolewica RP została wykreślona z rejestru.